# Макушин, Виктор Юрьевич
Ви́ктор Ю́рьевич Маку́шин (род. 17 августа 1971 года) — украинский скульптор.

## Биография
С 1985 года учился в Ленинградской средней художественной школе им. Б. В. Иогансона (c 1 декабря 1992 года — Санкт-Петербургский государственный академический художественный лицей им. Б. В. Иогансона Российской академии художеств). 

В 1990 году поступил в Ленинградский институт живописи, скульптуры и архитектуры им. И. Е. Репина, факультет скульптуры, мастерская профессора С. А. Кубасова (с 1991 года — Санкт-Петербургский академический институт живописи, скульптуры и архитектуры им. И. Е. Репина). 

Окончив институт, возвращается в г. Николаев, работает скульптором в творческой мастерской Заслуженного художника Украины Ю. А. Макушина.

С 1993 года — член Национального Союза художников Украины. 

Автор многих памятников и мемориальных досок в городе Николаеве и области, участник всесоюзных, республиканских и международных симпозиумов-пленэров по скульптуре и живописи. 

С 1998 по 2006 — преподавал в Николаевском филиале Киевского Национального университета культуры и искусств, кафедра декоративно-прикладного искусства.

С 2002 года и по сегодняшний день — солист камерного оркестра старинной и современной музыки «ARS NOVA» Николаевской областной филармонии.

## Работы
Виктор Макушин — автор многих памятников и мемориальных досок в Николаеве и Николаевской области.
| Работа | Год  | Расположение | Примечания                                                 |
| --- | ---- | ------------ | ---------------------------------------------------------- |
| Монументально-декоративная композиция «Скиф»                                                                                                  | 1991 | Ольвия       | Материал — песчаник.                                       |
| Монументально-декоративная композиция «Музыка всех времён»                                                                                    | 1992 | Николаев     | Материал — гранит.                                         |
| Надгробный памятник ректору НКИ М.Александрову                                                                                                | 1993 | Николаев     | Материал — гранит.                                         |
| Монумент «Древо жизни», посвящённый 15-летию Николаевского глинозёмного завода                                                                | 1995 | Николаев     | Материал — гранит, нержавеющая сталь, алюминий.            |
| Монументально-декоративная композиция «Мелодия степей»                                                                                        | 1995 | Житомир      | Материал — песчаник.                                       |
| Надгробный памятник первому директору Николаевского глинозёмного завода Е. Н. Беспалову                                                       | 1996 | Николаев     | Материал — гранит, мрамор.                                 |
| Мемориальная доска ректору Николаевского кораблестроительного института М.Александрову на здании Николаевского кораблестроительного института | 1996 | Николаев     | Материал — гранит.                                         |
| Мемориальная доска Г.Потёмкину | 1999 | Николаев     | Материал — гранит.                                         |
| Мемориальная доска писателю И.Бабелю | 2000 | Николаев     | Материал — гранит.                                         |
| Памятник «Героический десант в бессмертие», посвящённый подвигу десантников-ольшанцев.                                                        | 2000 | Николаев     | Материал — гранит.                                         |
| Мемориальная доска ректору НКИ М.Александрову                                                                                                 | 2001 | Николаев     | Материал — гранит.                                         |
| Монументально-декоративная композиция «Святая Кинга»                                                                                          | 2001 | Солотвино    | Материал — известняк.                                      |
| Мемориальные доски писателю В. М. Гаршину и В. В. Рюмину                                                                                      | 2002 | Николаев     | Материал — гранит, мрамор.                                 |
| Памятник первому строителю ингульской верфи М. Л. Фалееву                                                                                     | 2002 | Николаев     | Материал — бронза,гранит.                                  |
| Мемориальная доска поэту М.Лисянскому | 2003 | Николаев     | Материал — мрамор,гранит.                                  |
| Памятник С. Д. Колосову | 2004 | Николаев     | Материал — гранит.                                         |
| Памятник Вячеславу Черноволу. | 2007 | Николаев     | Материал — гранит.                                         |
| Памятник Г.Потёмкину. | 2007 | Николаев     | Материал — гранит.                                         |
| Памятник Ю. И. Макарову | 2008 | Николаев     | Материал — гранит. Соавторы Ю. А. Макушин, И. В. Макушина. |
| Мемориальная доска О. С. Гринько | 2008 | Николаев     | Материал — мрамор.                                         |
| Памятник С. П. Бойченко | 2009 | Баштанка     | Материал — гранит.                                         |
| Мемориальная доска К. Х. Кнорре | 2010 | Николаев     | Материал — гранит.                                         |

Также Виктор Макушин работает в сфере живописи, графики, компьютерного дизайна.